# Iproniazide

Iproniazide

L'iproniazide est un inhibiteur de monoamine oxydase de structure hydrazidique. Son mécanisme d’action sur la dépression n'est pas complètement connu. Il semble lié à une inhibition de la dégradation des monoamines cérébrales indolamines (tryptamine et sérotonine) et catécholamines (dopamine, noradrenaline, adrenaline)

## Utilisation
L'iproniazide est utilisé dans la prise en charge d'épisodes dépressifs majeurs.

## Contre-indications
Phéochromocytome.
Allaitement.
Insuffisance hépatique.
Consommation d'aliments riches en tyramine et tryptophane (fromages fermentés, alcool présent dans le chianti ou certaines bières, foies de volaille, extraits de levure, viandes faisandées...), de café en excès ou toute autre substance contenant de la caféine, de cyclamates: ces produits peuvent entraîner des réactions hypertensives.
Ne pas associer l'iproniazide avec le bupropion, le dextrométhorphane (antitussif central), l'entacapone, la guanéthidine, les inhibiteurs sélectifs de la recapture de la sérotonine (citalopram, escitalopram, fluoxétine, fluvoxamine, paroxétine, sertraline), les médicaments mixtes adrénergiques-sérotoninergiques (amitriptyline, clomipramine, imipramine, milnacipran, oxitriptan, sibutramine, venlafaxine), le midodrine, la péthidine, le tramadol, la réserpine, les sympathomimétiques indirects (éphédrine, méthylphénidate, phényléphrine), la tétrabénazine, les triptans métabolisés par la MAO (almotriptan, rizatriptan, sumatriptan, zolmitriptan).